# پرواز ۷۴۶ هواپیمایی آسمان
پرواز شماره ۷۴۶ هواپیمایی آسمان یک پرواز تجاری متعلق به هواپیمایی آسمان بود که در حال پرواز از فرودگاه اصفهان به سمت تهران در حوالی نطنز سقوط کرد. این هواپیما ساعت ۲۳:۰۵ ۲۰ مهر ۱۳۷۳ دچار سانحه شد و همهٔ ۵۹ مسافر آن به همراه ۷ خدمه پرواز کشته شدند.

## هواپیما
هواپیمایی که در این سانحه سقوط کرد از نوع فوکر ۲۸ بود که توسط هواپیمایی آسمان مورد استفاده قرار می‌گرفت. این هواپیما در سال ۱۹۷۳ وارد خدمت شده و در سال ۱۹۹۲ وارد ناوگان آسمان شده بود.

## شرح حادثه
این هواپیما ۱۵ دقیقه پس از برخاستن از فرودگاه اصفهان، در ارتفاع ۱۱۰۰۰ پایی به کوه کرکس برخورد کرد. علت سانحه نقص فنی هواپیما و خارج شدن از کنترل اعلام شد.

## کشته‌شدگان
- خلبان سیروس ترابی
- غلامحسین سرمدنیا
- امنیت پرواز پاسدار ابوالفضل سرخیل
- مهندس جهانبخش یگانه
- مهندس محسن نیکفرجام